# ارکیده گراتیکس
ارکیدهٔ پاپیوپیدیلوم گراتیکسیانوم (نام علمی: Paphiopedilum gratrixianum)، یک گونهٔ نادر ارکیده از خانوادهٔ پافیوپدیلوم (en) است.
این گیاه در چین، ویتنام، لائوس و تایلند یافت می‌شود و تعداد آن به دلایل گوناگونی از جمله جنگل‌تراشی، آتش‌سوزی، جنگل‌زدایی، گل‌آرایی و فعالیت‌های معدن‌کاری به کمتر از ۲۵۰ بُته گیاه رسیده‌است.
این گیاه اکنون در فهرست گونه‌های در معرض انقراض قرار گرفته‌است.